# 朱文根
朱文根（1956年4月—2017年4月7日），男，汉族，安徽天长人，中华人民共和国政治人物。

## 生平
先后在安徽大学、安徽师范大学、中共中央党校、中国延安干部学院、国家行政学院读书和学习。1977年加入中国共产党。历任安徽省天长市永丰乡民生大队团支部书记、革委会副主任，中共滁县地委组织部办事员、科员、正科级干事。1985年调至安徽省社会科学院工作，曾任《当代安徽》编辑部副主任，安徽省社科院副秘书长兼当代安徽研究所所长，院行政处处长等职。其间于1994年至1996年挂任桐城县委副书记。
1997年1月，任安徽省社科院副院长、党组成员。2003年6月，任六安市人民政府副市长。2004年6月，任中共黄山市委副书记。2006年6月，任安徽省地方志办公室党组副书记、副主任（主持工作）。2007年4月，任安徽省地方志办公室党组书记、主任。2016年2月，任安徽省政协常委、文史资料委员会副主任。2017年4月，因病逝世，享年61岁。

## 著作
- 《人才与领导者》（1991年，改革出版社）
- 《李任之传》（1994年，解放军出版社）
- 《纵横论》（全三册）（2003年，当代中国出版社）
- 《皖西农民双向创业前沿报告》（2005年，安徽人民出版社）
- 《新安求真》（上下卷）（2009年，当代中国出版社）
- 《记载人民创造的历史（套装共3册）》（2014年，方志出版社）